# Семиволос Іван Терентійович

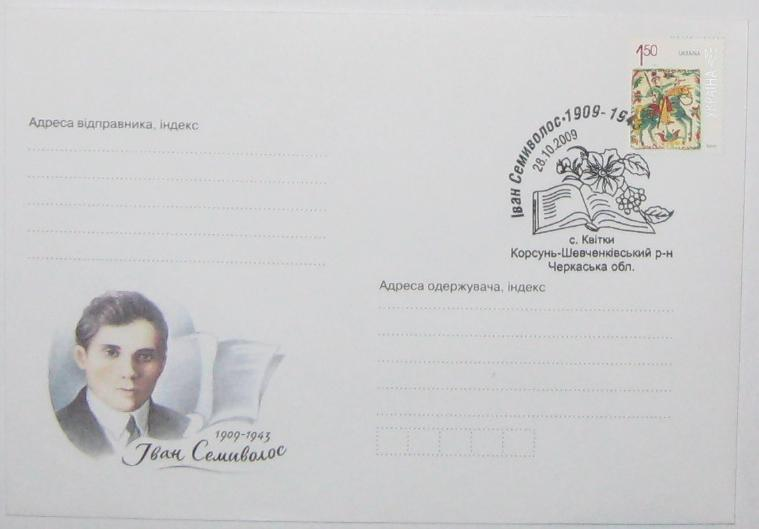
Маркований художній конверт, присвячений 80-річчю від дня народження поета Івана Семиволоса (1909–1943)

Іван Терентійович Семиволос (28 жовтня 1909, с. Квітки, Корсунь-Шевченківський район, Черкаська область — 17 грудня 1943, Каргопольлаг, Каргопольський район, Архангельська область) — український поет доби Розстріляного відродження. Жертва сталінського терору.

## Життєпис
Народився в с. Квітки (нині в Корсунь-Шевченківському районі Черкаської області) у трудовій родині.
Трудову діяльність розпочав помічником слюсаря, потім працював на Київській кінофабриці (майбутній Національної кіностудії імені О. Довженка), потім — асистентом сценарної майстерні. У 1925 році вступив до комсомолу.
У 1931–1932 роках Іван Семиволос працював у літературно-мистецькому журналі «Темпи», який виходив на будівництві Дніпрогесу, а в 1933–1934 р був літературним консультантом кабінету молодого автора при видавництві «Український робітник» в місті Харків. Входив до активу літературної організації «Молодняк».

### Арешт і загибель
У липні 1937 Івана Семиволоса було заарештовано й засуджено за звинуваченням у контрреволюційній діяльності на вісім років таборів.
17 грудня 1943 в одному з табірних медпунктів Каргопольлага був складений акт про те, що Семиволос І. Т. помер від серцевої недостатності, при відкритій формі туберкульозу й пелагрі.
Реабілітований 1958 року.

## Творчість
Друкуватися почав 1929 року в журналах й газетах «Молодий більшовик», «Молодняк», «Літературна газета», «Комсомолець України», «Глобус».
У 1934 році вийшла друком перша збірка віршів Івана Семиволоса «Мій заклик», яка була схвально оцінена читачами й критикою. Вірші молодого поета привертали до себе увагу темою натхненної праці, бадьорим духом й оптимістичним світовідчуттям.

## Пам'ять
У 2009 р. Укрпошта випустила в обіг художній конверт, присвячений 100-річчю від дня народження українського поета Івана Семиволоса.